# 刑事夫婦
『刑事夫婦』（でかふうふ）は、2014年から2017年までTBS系で放送された刑事ドラマシリーズ。全3回。主演は鈴木砂羽。
放送枠は「月曜ゴールデン」（第1作・第2作）、「月曜名作劇場」（第3作）。

## 登場人物

### 加賀美家
加賀美涼子
演 - 鈴木砂羽（17歳：鶴田奈々〈第3作〉）
警視庁捜査一課 刑事。階級は警部。東京都立藤が丘高等学校 平成3年度 卒業生（第3作）。
第1作の地点で太郎と結婚して1年である。事件の合同捜査でコンビを組んだ事がきっかけである。自宅で家庭内捜査会議という形で捜査の途中経過を話し合う事がある。捜査は行動と粘りが大事と考える。
加賀美太郎
演 - 石黒賢
涼子の夫。警視庁城南警察署 刑事。階級は警部補。
結婚のきっかけは捜査でコンビを組んだ涼子の逞しさに惚れたから。合同捜査でのコンビに関係なく、涼子の単独捜査に付き合わされることも。記憶力に自信があり、動物の人形制作に活かしている。

### 警視庁捜査一課
榎本美香
演 - 星野真里
刑事。涼子とコンビを組む。
小早川秀樹
演 - 井田國彦（第1作・第2作）
課長。
釜本繁
演 - 冨家規政（第1作）
刑事。
神原修
演 - 境浩一朗（第1作）
刑事。
宇佐美圭吾
演 - 中島久之（第3作）
課長。
内田耕二
演 - 一條俊（第2作・第3作）
経歴：警視庁城南警察署（第2作）
→ 警視庁捜査一課（第3作）
刑事。

### 警視庁城南警察署
水野英子
演 - 村井美樹（第1作）
刑事。
杉田治
演 - 江畑浩規（第1作）
刑事。
亀田正雄
演 - 迫田孝也（第2作・第3作）
刑事。

### ゲスト
第1作（2014年）
- 小田切満男（会社社長・児童養護施設「陽光園」出身） - 江藤潤（若き日：竹田哲朗）
- 小田切加世（満男の妻） - 姿晴香
- 田村和夫（タムラ文具東京支社 東京支社長） - 下総源太朗（中学時代：澤田怜央）
- 田村しのぶ（和夫の妻） - 結城さなえ
- 五木源一（児童養護施設「陽光園」元園長・故人） - 大石吾朗
- 黒岩重光（タムラ文具 元経理部長・故人） - 沼田爆
- 住職 - 逢坂じゅん
- 湯川浩一（児童養護施設「陽光園」出身） - 竜川剛（学生時代：薮内大河）
- 刑事 - 芹澤名人
- 黒岩すず（重光の次女） - 曽川留三子
- 里谷トキ - 小野敦子
- 管理会社社員 - 嶋崎伸夫
- ひったくり犯 - 志賀正人
- 警備員 - 小野寺大夢、市川訓睦
- 田村直哉（和夫の父・タムラ文具 社長） - 津嘉山正種
- 雉子牟田静江（要三の妻・重光の長女） - 市毛良枝（35年前：渥美麗）
- 雉子牟田要三（大学講師・児童養護施設「陽光園」出身） - 田村亮（35年前：中宅間敏彰）

第2作（2016年）
- 野々村省吾（大曽根建築デザイン 取締役） - 佐戸井けん太
- 篠田深雪（東森商会 社員） - 野村佑香
- 刈谷健司（刈谷アート設計 所長） - 長谷川公彦
- 三上俊一（榎本美香の婚約者） - 須田邦裕
- 高梨悠馬（深雪の元婚約者・会社員） - 鷲尾昇
- 真田雅之（大曽根建築デザイン 建築士） - 古澤蓮
- 杉山さゆり（東森商会 社員） - 鯉迫ちほ
- 篠田昌夫（深雪の兄・故人） - 高草量平
- 丸山竜也（下着泥棒） - 檜尾健太
- マンション大家 - 大島蓉子
- 山本朝晴（おやじ狩りの被害者） - 久保酎吉
- 上田（東森商会 社員） - 小林功
- 中川（NC建築事務所 所長） - 岩田和浩
- 喫茶店ウェイトレス - 薩川朋子
- 大曽根建築デザイン 社員 - 大野ひろみ
- 記者 - 小松美來
- 森（おやじ狩りの少年） - 鈴木悠太
- 井上（おやじ狩りの少年） - 西原信裕
- 河合（おやじ狩りの少年） - 近納正之
- 葛城綾（大曽根の元妻・女優） - 根本りつ子
- 真鍋杏子（大曽根建築デザイン 事務員） - あめくみちこ
- 大曽根良治（大曽根建築デザイン 所長・建築家） - 長谷川初範

第3作（2017年）
- 水橋麻美（加賀美涼子の高校の同級生・都立中央総合病院 整形外科医師 医学博士） - 葉月里緒奈（17歳：野田美桜）
- 神谷祐介（加賀美涼子の高校の同級生・元野球部エース・投資コンサルタント） - 加藤虎ノ介（17歳：田村杏太郎）
- 白井美禰子（オーロラホテル 社長） - 大沢逸美
- 唐木田四郎（オーロラホテル 副社長・美禰子の右腕） - 新井康弘
- 熊田盛夫（窃盗犯） - 森下能幸
- 岡部（港区芝浜警察署 刑事） - 小林功
- 西山巧一（強盗犯・ニセ同窓生） - 松嶋亮太
- 佐々木ふみ（都立中央総合病院 看護師長） - 街田しおん
- アパート「コーポわきた」大家 - 林和義
- 村川源次（窃盗にあった家人） - 藤井びん
- まり子（クラブ「華月」ホステス） - 小野麻亜矢
- キャバクラ「Club Noel」店長 - 神谷昇
- ミナミ（キャバクラ「Club Noel」キャバ嬢） - 石神澪
- 老人 - 坂口進也
- 的場大輔（都立中央総合病院に骨折で入院中の高校球児） - 山下真人
- ヒロミ（キャバクラ「Club Noel」キャバ嬢） - 大野ひろみ
- 漆原謙三（美禰子の半年前に離婚した元夫・有名小説家） - 清水綋治

## スタッフ
- 脚本 - 金井寛
- 監督 - 堀場正仁 (CBCテレビ)、松田礼人（ドリマックステレビジョン）
- 警察監修 - 尾崎祐司
- スタントコーディネート - 釼持誠
- 技術協力 - バル・エンタープライズ
- 美術協力 - フジアール
- 音響効果 - スポット
- 編集・MA - ザ・チューブ
- 編成担当 - 時松隆吉（第1作）
- プロデューサー - 塙太志（大映テレビ / 第1作 - ）、八木亜未（大映テレビ / 第3作）
- 製作 - 大映テレビ、TBS

## 放送日程
| 話数 | 放送日        | サブタイトル | 脚本   | 監督     |
| ---- | ------------- | --- | ------ | -------- |
| 1    | 2014年2月03日 | 妻は殺人犯を、夫はひき逃げ犯を追い詰める！ 2つの事件が導く35年前の偽りの証言夫婦の絆を守るため夫が下した悲しい決断は？                         | 金井寛 | 堀場正仁 |
| 2    | 2016年3月07日 | 嫁はエリート、夫は現場！殺意の日記帳が暴いた売名女優の裏の顔！ いいえ…私が本当の妻です！衝撃のプロポーズに隠された死を呼ぶ地獄のクギ指輪の謎！ | 金井寛 | 堀場正仁 |
| 3    | 2017年2月27日 | 嫁はエリート！夫は現場！血に染まる顧客リストが導く連続殺人！ ずっとあなたが好きでした…25年の憎悪が暴く同窓会の盲点と、死体が握る松葉杖の謎！   | 金井寛 | 松田礼人 |